# Kościół św. Bartłomieja Apostoła w Dębowcu
Kościół Świętego Bartłomieja Apostoła – rzymskokatolicki kościół parafialny należący do dekanatu Dębowiec diecezji rzeszowskiej.
Budowa obecnej świątyni została rozpoczęta po pożarze w 1824 roku, natomiast zakończyła się w 1857 roku. Kościół został konsekrowany przez biskupa Franciszka Ksawerego Wierzchlejskiego, biskupa przemyskiego. Styl i wyposażenie wnętrza swoją architekturą nawiązują do stylu barokowego. Świątynia nakryta jest sufitm kasetonowym, odzdobionym polichromią Józefa Bujdewicza. Kościół posiada dwa ołtarze złocone i dwa dębowe ciemne oraz chrzcielnicę. Najcennieszem zabytkiem jest obraz św. Bartłomieja Apostoła namalowany w XVII wieku i umieszczony w ołtarzu głównym.

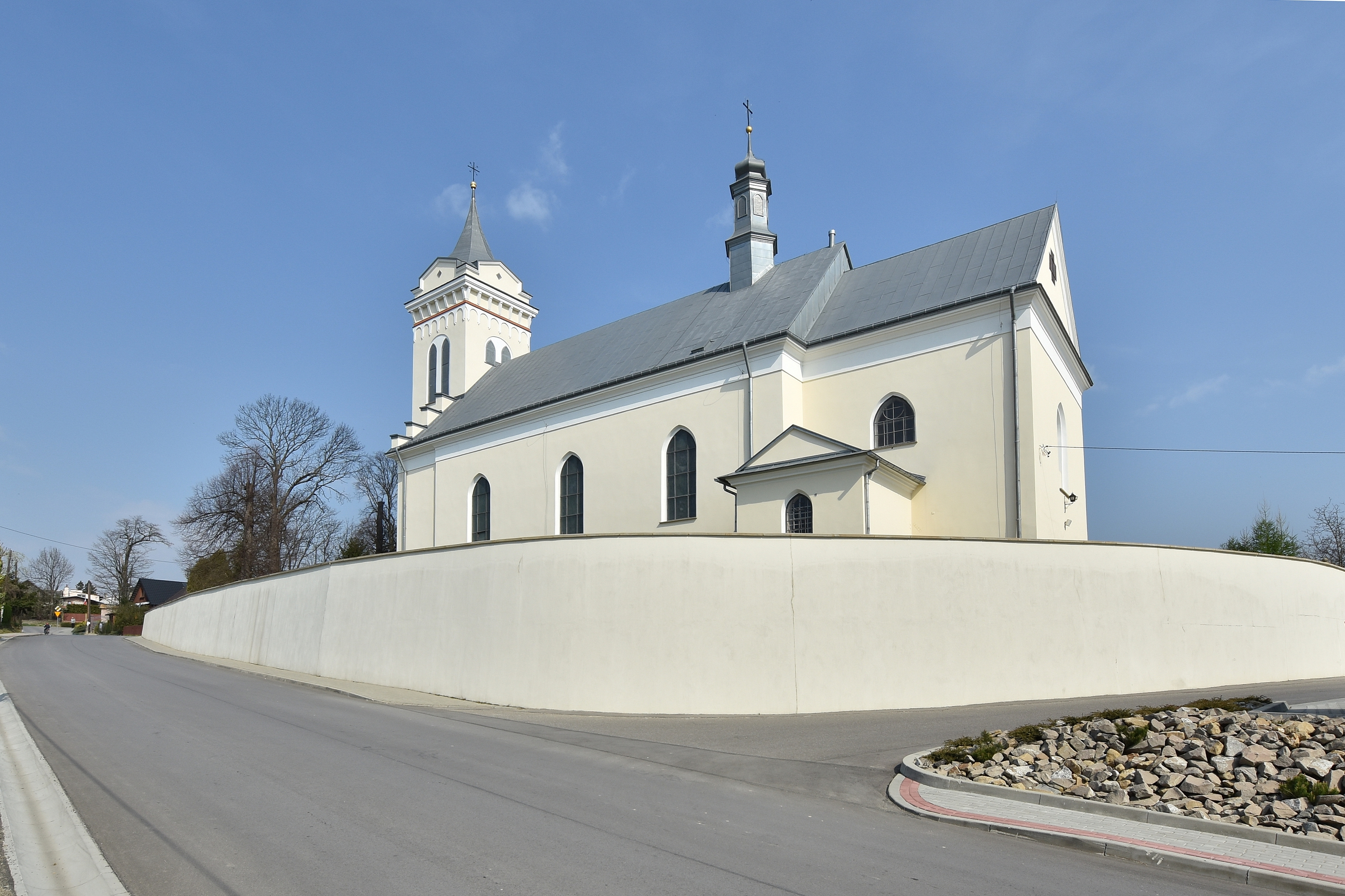
Widok ogólny
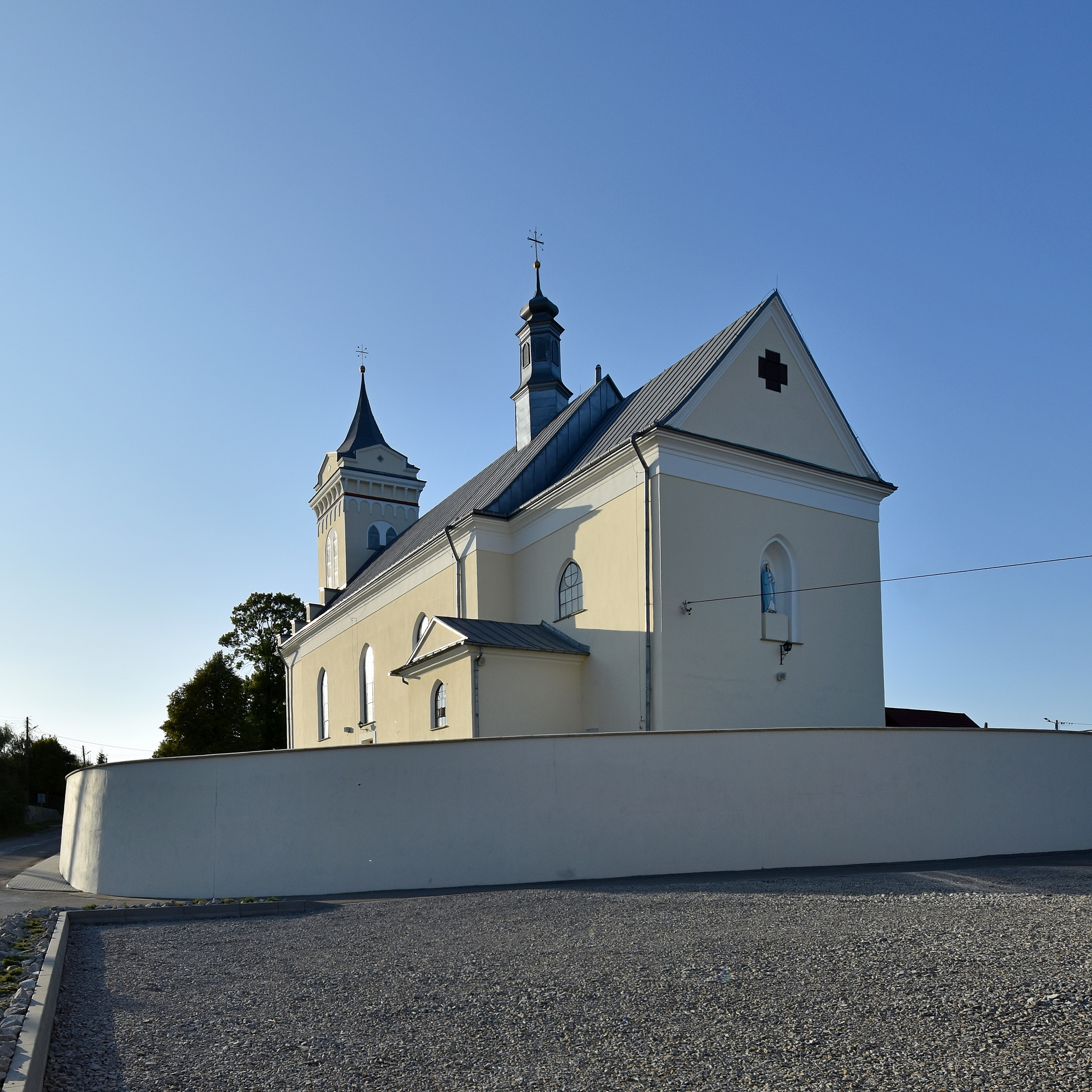
Widok od strony prezbiterium
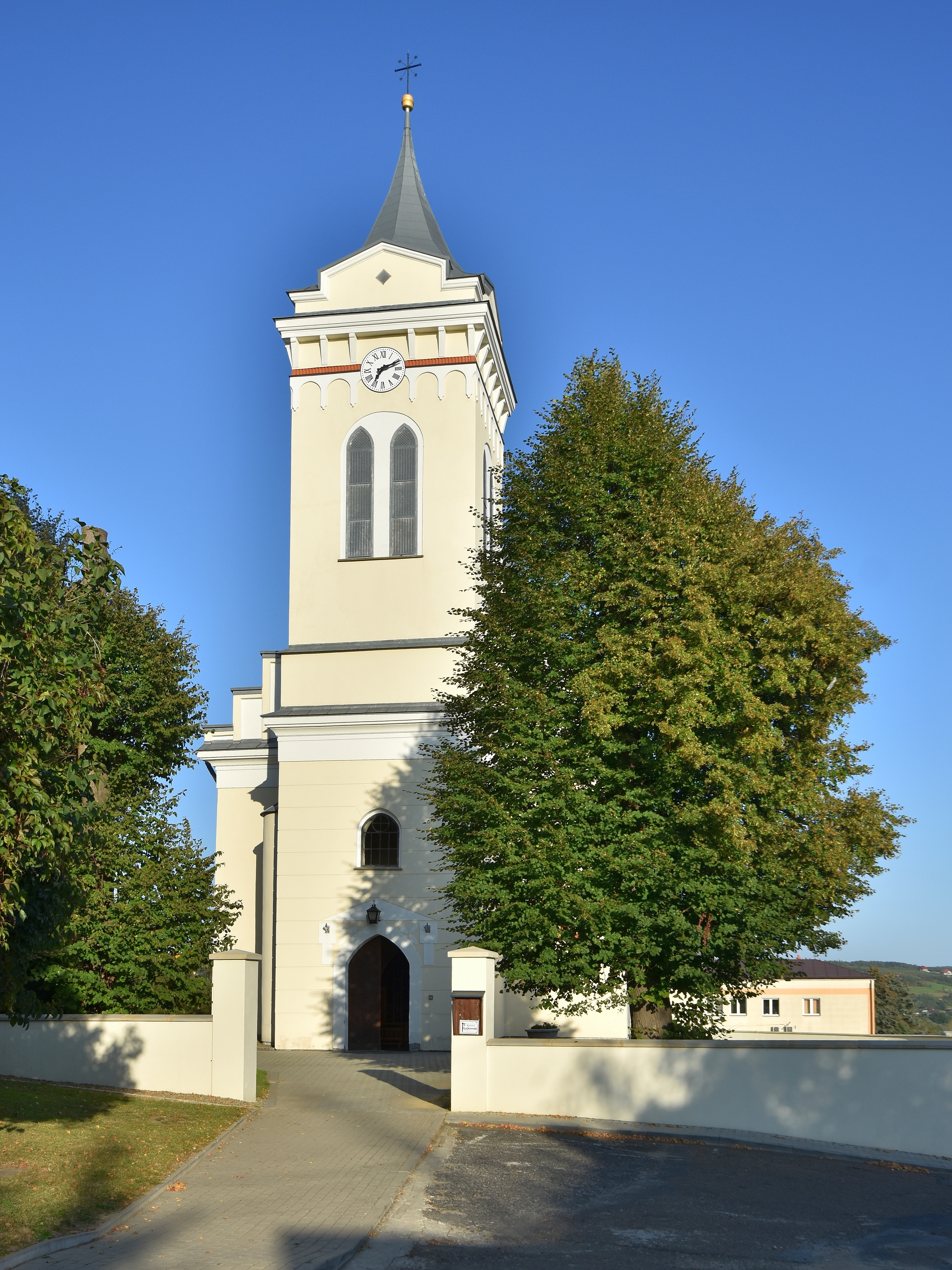
Elewacja frontowa